# Slaget vid az-Zallaqah
Slaget vid az-Zallaqah, som ägde rum 23 oktober 1086, var ett slag mellan almoraviden Yusuf ibn Tashfin och Alfons VI av Kastilien. Tashfin anslöt sig med 7000 soldater på en förfrågan från tre andalusiska ledare (Abbad III al-Mutamid, m.fl.). Armén marscherade upp norr om al-Andalus till az-Zallaqah. Hans armé utökades och bestod av soldater från varje hörn av al-Andalus och blev nästan 30 000 man stark. Alfonso VI kom till krigsskådeplatsen med 60 000 soldater. De två ledarna var i kontakt med varandra före slaget varvid Tashfin gav kungen tre valmöjligheter: konvertera till islam, betala lösen (jizyah) eller slåss.
Alfonso VI beslöt sig för att slåss mot almoraviderna. Slaget började i gryningen, fredagen den 23 oktober 1086 då Alfonso attackerade almoravidernas armé. Tasfin delade in sin armé i tre divisioner:
- Första divisionen leddes av Abbad III al-Mutamid och bestod av 15 000 soldater
- Andra divisionen leddes av Tashfin och var 11 000 man stark
- Tredje divisionen bestod av 4000 svarta afrikaner med indiska svärd och spjut.

Första divisionen slogs själva med Alfonso VI från morgonen till eftermiddagen, då andra divisionen anslöt sig och omringade Alfonsos soldater. Alfonsos armé slogs av panik och började svikta, varvid Tasfin beordrade sin tredje division att gå till attack och avgöra slaget. Dödstalet för Alfonsos armé var enormt, fler än 59 500 dog. Endast 100 riddare tog sig tillbaka till Kastilien. Alfonso överlevde men miste ett ben.
Krigsskådeplatsen kallades az-Zallaqah (ung. hal mark) eftersom soldaterna halkade omkring i stora mängder blod. Kristna källor kallar händelsen slaget vid Sagrajas.
Tvärtom mot vad samtida källor uppger, vari antalet inblandade kraftigt överdrevs, bestod den kastilianska armén av omkring 14 000 man, inklusive 2000 riddare till häst. Minst halva armén tillintetgjordes. Den sårade kungen och merparten av adelsmännen överlevde även om flera dödades, bl.a. grevarna Rodrigo Muños och Vela Oveguez. Dödstalen var höga även på den almoravidiska sidan, särskilt trupperna som leddes av Dawud ibn al-Aftas vars läger tillintetgjordes under slagets första timmar och de trupper som leddes av guvernören i Badajoz, al-Mutawakkil ibn al-Aftas. Guvernören i Sevilla, al-Mutamid, sårades i den första sammandrabbningen, men hans föredöme samlade styrkorna från al-Andalus då man attackerades hårt av det första kastilianska anfallet under ledning av Alvar Fañez. Bland de omkomna fanns en mycket omtyckt imam från Córdoba, Abu-l-Abbas Ahmad ibn Rumayla. Tashfin sades ha blivit nedstämd till följd av blodbadet och dessutom var han tvungen att återvända till Afrika tidigare än beräknat eftersom hans arvinge hastigt avlidit. Alfonso VI förlorade inte mycket mark trots att merparten av hans armé nedgjordes.